# Еталон змішаного смерекового насадження (Річанське лісництво, кв. 48, вид. 16)
Еталон змішаного смерекового насадження — ботанічна пам'ятка природи місцевого значення. Об'єкт розташований на території Надвірнянського району Івано-Франківської області, Річанське лісництво, квартал 48, виділ 16.
Площа — 2,2000 га, статус отриманий у 1993 році.